# Europeana
Europeana – biblioteka cyfrowa, wirtualne muzeum i archiwum mające za cel udostępnienie dziedzictwa kulturowego i naukowego Europy w internecie, które współpracuje z ponad 3000 instytucjami kultury w Europie.
Została otwarta 20 listopada 2008 w ramach inicjatywy UE: i2010 na rzecz bibliotek cyfrowych.
Europeana to wspólny punkt dostępu do zbiorów i katalogów o księgach bibliotek, archiwów i muzeów w całej Europie, który umożliwia użytkownikom znalezienie cyfrowych dzieł kultury udostępnionych przez organizacje kulturalne w całej Unii Europejskiej.
W chwili otwarcia Europeana oferowała dostęp do kolekcji liczącej 4,5 miliona obiektów. Obecnie interfejs Europeany umożliwia dostęp do kolekcji ponad 50 mln książek, czasopism, fragmentów filmów, map, fotografii i dokumentów w postaci cyfrowej pochodzących z niektórych bibliotek, archiwów, muzeów i archiwów audiowizualnych części krajów Europy.